# 2 Unlimited
2 Unlimited este o formație techno formată în 1991 de doi producători belgieni, Jean-Paul DeCoster și Phil Wilde împreună cu rapperul Ray Slijngaard și solista olandeză Anita Doth. În perioada 1991-1996, formația se bucură de succes, reușind să lanseze 16 hituri, printre care „Get Ready for This”, „Twilight Zone”, „No Limit” și „Tribal Dance”. Formația a vândut peste 18 milioane de albume la nivel mondial.

## Formația
Jean-Paul DeCoster și Phil Wilde s-au întâlnit în orașul lor natal Anvers, Belgia, și au început prima colaborare sub numele de Bizz Nizz, cu melodia "Don't Miss The Party Line", care a fost de mare succes în acea perioada în Europa, inclusiv în Regatul Unit unde s-a situat pe locul 7 in topul national singles chart în aprilie 1990. Acest succes le-a dat și mai mare avânt incurajându-i să lucreze mai departe împreună.
La începutul anilor 1991,  Ray Slijngaard, un băiat de 19 ani, lucra ca bucătar șef la Aeroportul Schiphol din Amsterdam. Ray era un prieten al Quadrophonia, al raperului Marvin D., și în timp ce aveau un show a început să o dea pe rap pentru a încuraja fanii nemultumiți. Marvin a fost impresionat si l-a prezentat lui DeCoster and Wilde, care l-au dus în studio să înregistreze melodia rap "Money Money", o piesă ce urma să fie un single al formației Bizz Nizz. Intre timp, Anita Doth (Dels sub numele de scena), tot de 19 ani, era administratoare la o parcare cu plată subordonată unei divizii de poliție din Amsterdam. În timpul ei liber cânta într-o formație de rap feminină numită Trouble Sisters și a fost văzută de Marvin, care a rugat-o să fie vocea a doua în formația lui. Ray si Anita au devenit prieteni buni, iar zvonurile spun că ar fi avut și o relație împreună.
DeCoster si Wilde au realizat o melodie instrumentală numită "Get Ready For This" și au decis că au nevoie de vocaliști. L-au intrebat pe Ray dacă ar fi de acord să intre în formație, astfel că a și înregistrat un rap. La început doriseră ca acesta să fie doar solo al lui Ray dar mai târziu au introdus-o în formatie și pe Anita. Au fost atât de încântați de rezultate încât s-au hotărât să îi lase să cânte împreună. Astfel s-a născut formația 2 Unlimited.

## Discografie

### Discuri single
| An   | Single                           | Cel mai bun loc în top | Cel mai bun loc în top | Cel mai bun loc în top | Cel mai bun loc în top | Cel mai bun loc în top | Cel mai bun loc în top | Cel mai bun loc în top | Cel mai bun loc în top | Cel mai bun loc în top | Cel mai bun loc în top | Cel mai bun loc în top | Album                                                          |
| An   | Single                           | UK                     | US                     | US Dance               | AUS                    | NDL                    | SWE                    | ESP                    | DEU                    | AUT                    | SWZ                    | FRA                    | Album                                                          |
| ---- | -------------------------------- | ---------------------- | ---------------------- | ---------------------- | ---------------------- | ---------------------- | ---------------------- | ---------------------- | ---------------------- | ---------------------- | ---------------------- | ---------------------- | -------------------------------------------------------------- |
| 1991 | "Get Ready For This"             | 2                      | 38                     | 14                     | 2                      | 10                     | 36                     | 2                      | —                      | —                      | —                      | —                      | Get Ready!                                                     |
| 1992 | Twilight Zone"                   | 2                      | 49                     | 5                      | 11                     | 1                      | 9                      | 3                      | 20                     | 10                     | 15                     | —                      | Get Ready!                                                     |
| 1992 | Workaholic"                      | 4                      | —                      | 26                     | 35                     | 4                      | 24                     | 24                     | —                      | 26                     | 37                     | —                      | Get Ready!                                                     |
| 1992 | "The Magic Friend"               | 11                     | —                      | —                      | 16                     | 3                      | 27                     | 9                      | 17                     | 26                     | —                      | —                      | Get Ready!                                                     |
| 1993 | No Limit"                        | 1                      | —                      | 21                     | 7                      | 1                      | 1                      | 1                      | 2                      | 1                      | 1                      | 1                      | No Limits                                                      |
| 1993 | "Tribal Dance"                   | 4                      | —                      | 7                      | 5                      | 2                      | 2                      | 1                      | 2                      | 3                      | 2                      | 4                      | No Limits                                                      |
| 1993 | Faces"                           | 8                      | —                      | —                      | 54                     | 2                      | 11                     | 4                      | 8                      | 10                     | 19                     | 16                     | No Limits                                                      |
| 1993 | Maximum Overdrive"               | 15                     | —                      | —                      | 32                     | 6                      | 18                     | 2                      | 16                     | 13                     | 23                     | 35                     | No Limits                                                      |
| 1994 | "Let the Beat Control Your Body" | 6                      | —                      | —                      | 39                     | 2                      | 11                     | 10                     | 8                      | 11                     | 11                     | 1                      | No Limits                                                      |
| 1994 | The Real Thing"                  | 6                      | —                      | —                      | 39                     | 1                      | 2                      | 3                      | 4                      | 7                      | 2                      | 10                     | Real Things (2 Unlimited album)\|Real Things                   |
| 1994 | No One"                          | 17                     | —                      | —                      | —                      | 3                      | 15                     | 10                     | 18                     | 14                     | 15                     | 19                     | Real Things (2 Unlimited album)\|Real Things                   |
| 1995 | "Here I Go"                      | 22                     | —                      | —                      | —                      | 4                      | 20                     | 7                      | 22                     | 17                     | 38                     | 25                     | Real Things (2 Unlimited album)\|Real Things                   |
| 1995 | "Nothing Like the Rain"          | —                      | —                      | —                      | —                      | 8                      | —                      | 14                     | —                      | —                      | —                      | —                      | Real Things (2 Unlimited album)\|Real Things                   |
| 1995 | "Do What's Good For Me"          | 16                     | —                      | 33                     | —                      | 14                     | 35                     | 3                      | 50                     | 29                     | 41                     | —                      | Hits Unlimited                                                 |
| 1996 | Jump for Joy"                    | —                      | —                      | —                      | —                      | 8                      | 32                     | 4                      | 39                     | 24                     | —                      | —                      | Hits Unlimited                                                 |
| 1996 | Spread Your Love"                | —                      | —                      | —                      | —                      | 13                     | 45                     | 10                     | —                      | —                      | —                      | —                      | Hits Unlimited                                                 |
| 1998 | "Wanna Get Up"                   | 38                     | —                      | —                      | —                      | 15                     | 58                     | 3                      | 88                     | —                      | —                      | 70                     | II (2 Unlimited album)\|II                                     |
| 1998 | "Edge Of Heaven"                 | —                      | —                      | —                      | —                      | 41                     | —                      | 8                      | —                      | —                      | —                      | —                      | II (2 Unlimited album)\|II                                     |
| 1998 | Never Surrender"                 | —                      | —                      | —                      | —                      | 59                     | —                      | 5                      | —                      | —                      | —                      | —                      | II (2 Unlimited album)\|II                                     |
| 2003 | "No Limit 2.3"                   | —                      | —                      | —                      | —                      | —                      | —                      | —                      | 41                     | —                      | —                      | —                      | The Complete History (2 Unlimited album)\|The Complete History |
| 2004 | "Tribal Dance 2.4"               | —                      | —                      | —                      | —                      | —                      | —                      | —                      | 78                     | 58                     | —                      | —                      | The Complete History (2 Unlimited album)\|The Complete History |

### Albume
| An   | Titlu                                                                       | Locul cel mai înalt | Locul cel mai înalt | Locul cel mai înalt | Locul cel mai înalt | Locul cel mai înalt | Locul cel mai înalt | Locul cel mai înalt | Locul cel mai înalt | Locul cel mai înalt | Locul cel mai înalt | Vânzări                                                                                       |
| An   | Titlu                                                                       | UK                  | US                  | AUS                 | NLD                 | SWE                 | ESP                 | DEU                 | AUT                 | SWZ                 | JPN                 | Vânzări                                                                                       |
| ---- | --------------------------------------------------------------------------- | ------------------- | ------------------- | ------------------- | ------------------- | ------------------- | ------------------- | ------------------- | ------------------- | ------------------- | ------------------- | --------------------------------------------------------------------------------------------- |
| 1992 | Get Ready! - 1st Studio Album - Lansat: 24 februarie 1992                   | 37                  | 197                 | 10                  | 12                  | 27                  | —                   | —                   | —                   | —                   | 65                  | - Vânzări: 2.6 milioane - Recording Industry Association of America\|RIAA certification: Gold |
| 1993 | No Limits - 2nd Studio Album - Lansat: 10 mai 1993                          | 1                   | —                   | 1                   | 1                   | 1                   | 28                  | 4                   | 1                   | 1                   | 1                   | - Vânzări: 3 milioane                                                                         |
| 1994 | Real Things - 3rd Studio Album - Lansat: 6 iunie 1994                       | 1                   | —                   | 18                  | 1                   | 2                   | 15                  | 3                   | 4                   | 1                   | 1                   | - Vânzări: 2 milioane - British Phonographic Industry BPI certification: Gold                 |
| 1995 | Hits Unlimited - Greatest Hits Compilation - Lansat: 30 octombrie 1995      | 27                  | 107                 | 78                  | 6                   | —                   | —                   | —                   | —                   | —                   | 78                  | - Vânzări: 1 milion                                                                           |
| 1998 | II - 4th Studio Album - Lansat: 25 mai 1998                                 | —                   | —                   | —                   | 55                  | —                   | —                   | —                   | —                   | —                   | —                   |                                                                                               |
| 1999 | Best Unlimited - Greatest Hits Compilation - Lansat: Ianuarie 1999          | —                   | —                   | —                   | —                   | —                   | —                   | —                   | —                   | —                   | 85                  |                                                                                               |
| 2004 | The Complete History - Greatest Hits Compilation - Lansat: 9 februarie 2004 | —                   | —                   | —                   | —                   | —                   | —                   | —                   | —                   | —                   | —                   |                                                                                               |